# ゆーとぴあ
ゆーとぴあは、日本のコントコンビである。ゴムパッチン芸で一世を風靡した。
活動時期は1978年 - 1989年、1996年 - 2008年、2017年 - 。
ライムライト → ニュースタッフエージェンシー → サワズカムパニー → 三木プロダクションに所属していた。2015年より芸能プロダクション「ビッグ・ブッキング・エンターテインメント (株式会社BBE)」に所属。共に大病を患ったことで、後から病気になったピースがホープに相談したことがきっかけとなり、2017年に再々結成。

## メンバー
- ホープ
  - 本名及びピン活動時の芸名：城後 光義（じょうご みつよし）
  - 1949年10月24日生まれ、福岡県出身、柳川商業高校卒。ビッグ・ブッキング・エンターテインメント所属。
  - ギター流しの息子で、短期間の銀行員生活の後、吉本新喜劇（白木みのるの付き人）を経て上京。
  - ストリップ劇場の新宿モダンアートにて丸久須男との漫才コンビ『富士ホープ・ピース』で初舞台。モダンアートに役者として出演していた大空ヒットの息子の紹介で大空一門入りし改メ『大空ホープ・ピース』、大阪に渡り松竹芸能所属で新世界新花月等に出演。
  - 解散後東京に戻って酒井くにおらと女装コントをしていた時、西賀八の紹介で熊田にげろう（後のレオナルド熊）の弟子になり、福岡ケンジの名で師匠と『コント三冠王』を組み3年間活動。
  - 東京・田端を根城にする熊や、ポール牧の下に自然発生的に集まった『田端グループ』[2]に集まった兄貴格に、ジミー司（後のマギー司郎）と共に祭り上げられる。
  - 自身が所有するお金を徴収される上に彼女まで寝取られてしまう等、熊の常軌を逸した苛めと搾取に耐え切れなくなり、1974年弟弟子の水島びん（現：水島敏）、市井信彦（鳳らん太の実弟）と『コント・スリーピース』を結成して独立し、三光芸能に所属。『大正テレビ寄席』での高座が井原高忠（日本テレビプロデューサー）の目に留まり、月見おぼん・こぼんらと共に日劇ミュージックホールや赤坂コルドンブルーに招聘される。
  - 『エクソシスト』のパロディを演じていた時、舞台装飾に用いられていたゴム紐をアドリブで引っ張って遊んでみたところ、外国人客に大受けを取る。これを発展させゴムパッチン芸を創案して人気者になったが、「芸風がヨゴレで泥臭く、テレビ向きではない」との理由でクーデターを起こされ、グループのみならず事務所からも追放されてしまった[3]。
  - 水島・市井は『コント・ニューヨーカー』で活動継続。ホープは弟弟子のはらみつお（当時ロッキー牧）と『ホープ&ロッキー』を組み、一時マギー司郎の手品の助手も務めていた。
  - 中村ゆうじと「ホープ&ゆうじ」を結成[4]。
- ピース
  - 本名：帆足 新一（ほあし しんいち）、別芸名：立花 伸（たちばな しん）
  - 1952年3月9日生まれ、大分県出身。2022年以降オフィスコットン所属。
  - 1973年、コントコンビ『コント笑バンク』を結成、浅草松竹演芸場などの舞台を踏む[5]。
  - 内山田洋とクール・ファイブの元ボーヤ。フォーリーブスの元ボーヤとのコンビ『アタックコンビ』[6]としても活動。
  - ゆーとぴあ結成当時、既に結婚して子供も居り、見るからに生活苦で切羽詰まって後がない印象が、ホープの目に留まったという。
  - 猪木芸人の元祖で、森進一の顔真似も手掛ける。

## 概説

### 第1期（昭和期）
1978年に浅草松竹演芸場で結成。ピースが口に咥えた極太ゴム紐をホープが引っ張り、顔面に直撃させるゴムパッチン芸で、一躍脚光を浴びた。
『花王名人劇場』への初出演を前に、澤田隆治プロデューサーと「よろしくネ」のポーズやゴムパッチン芸を改良し、学園ドラマ風の掛け合いから、生徒（ピース）に咥えさせたゴム紐を教師（ホープ）が引っ張りつつ、
「人生は長いようで短い。短いようで長い。そう、この1本のゴムのように…」
「さあ、人生を噛み締めろ」
「人生は、長い、長い、道のりを歩かなければならない」
「人生とは、痛みに耐えるものなんだ」
「人生は厳しい。そして、人生は2度ある」
…等と説教するツカミを加えて、人気を不動のものにする。
ゴム紐が伸び切ったところで生徒がすかさず口を開き、教師に逆襲するというバリエーションもある。ゲストや客を相手に敢行する場合もあり、誰もが痛がることから察するに、実際に相当痛い模様。
コマーシャルにも多数出演するなど幅広く活躍したが、その後ゴムパッチンがマンネリ化して受けなくなったため、『ゴム地獄からの脱出』と銘打ってゴムパッチン無しのパターンにも挑むが、ジリ貧に喘ぐ。
『田端グループ』の長としてホープの若手育成能力を高く評価する澤田が、東阪企画のスカウト兼教育係にと誘ったがこれを断わり、自前の芸能事務所『チャンプ企画』を設立。しかしこれが元で借金が嵩み、ホープは躁鬱病から酒、睡眠薬、ギャンブル依存症に陥って、家庭も崩壊した。
「ご容態に伴う自粛」で営業が激減した事でも打撃を受け、1989年に所属事務所に無断で解散を強行。この時ホープの盟友ビートたけしの計らいで、『天才・たけしの元気が出るテレビ!!』の番組内で『最後のゴム』と題した解散式を行ったが、ホープはニュースタッフエージェンシーから破門を申し渡されて仕事を干され、借金苦から芸も荒れて、表舞台からフェードアウトする。
ピースは歌舞伎町のスナックの雇われ店長で糊口を凌いだ。

### 第2期（平成期）
ホープは『たけし軍団』に対抗し、ぼんちゃん（西田和晃）らチャンプ企画で面倒を見ていた若手を率いて『ホープ軍団』の活動を本格化したが浮上せず。写真週刊誌『フライデー』の企画で、自分に多額の保険金を掛けて内戦下のアフガニスタンに渡り、ムジャーヒディーン民兵の前で慰問と称してゴムパッチン芸を披露するなど、捨て身の営業も行ったが挽回できずにいたところ、旧知のサワズカムパニーの社長と偶然再会。ちょい役を紹介される内に、グルメや温泉番組のレポーターとして定着した。
しかし舞台に未練のあるホープは、『コント百連発』（相方は轟二郎）『アッパー8』（相方は武者）を解散した弟弟子の水島びん・青木イサムと『コントSOS』を組むなどしたがパッとせず、ピースの副業もバブル崩壊で行き詰まったため、ホープと義兄弟の契りを結ぶ石倉三郎の取り成しで、古巣のニュースタッフエージェンシー（渋谷道頓堀劇場）に詫びを入れ、1996年にコンビ再結成した。
ピースに学生服が似合わなくなったため、
「先生、人生とは何でしょうか」
「先生が教えられる事は、何もない。お前は人生の何たるかを知っている。先生が教えて貰いたい位だ」
……とのボケを加えるなど、ゴムパッチン芸もバージョンアップした。
『東京新喜劇21』を共同座長として率いた他、従前のピン活動も継続した。2006年公開の『トリック劇場版2』は、監督の堤幸彦が大ファンだった事から、ゆーとぴあのギャグを前提に脚本構成されており、重要な役回りを与えられて出ずっぱりで出演。これを機に人気復活するものと当て込んで、自費でグッズやCDなどを用意したが、大量に売れ残ったため、また借金を背負った。
2007年には結成30周年記念公演を行ったが、これも失敗して借金を増やし、2008年9月23日にピースが座長の劇団を旗揚げした後、10月20日にホープが一方的にコンビ再解散と、ゴム封印を発表した。
解散を知らされていなかったピースは、フジテレビのインタビューにおいてショックを受けた様子で「凍結と思っていた」「電話一本欲しかった」と述べた。
ホープは2009年4月にブッチー武者・酒井晴人（激弾BKYU座長）と『ホープ軍団』を再旗揚げし、同年11月26日、下積み時代から親交の深いビートたけしの命名により『ホープ軍団』から『コント八ッ場ダム』へと改名した。
またホープは、仕事が減ったベテラン芸人や、売れない若手に活動の場を提供する『お笑い職業安定所』を主宰している。

## 主なギャグ
- 「よろしく～ねっ！」

左足を右の方に蹴り上げて両腕を左横に振る、人が走るようなポーズ
初期にはレギュラーの『あるある探検隊』の決めポーズ（二人が肩を組み、手を広げて一歩前に飛び出すポーズ）に似た格好もしていた。
- 「も～嫌っ！」

「よろしく～ねっ！」の締め挨拶版、ポーズは一緒。
- 「先生！」「何だ生徒」「名前くらい覚えて下さいよ」「そうだったな、バカ」「バカバカ言わないで下さいよ。僕にだって名前があるんです」「じゃ佐藤」「僕は山本です」「いや、お前は佐藤だ」
- 「血だ！」

北の湖や魁皇が土俵上で同じポーズを良く見せている
- 「おでーかんさまぁ、おねげぇしますだ」「こうなったら、一揆を起こすしかないべ」
- 「何だ、この（陰険な）静けさは…」

滑った時に用いる自虐ギャグ。レオナルド熊の持ちネタを承継

## 出演

### テレビ
- お笑いスター誕生!!（日本テレビ）

『田端グループ』以外の芸人も数多く発掘・推薦してスターダムに伸し上げたが、師匠が組んだコンビ『ラッキーパンチ』を紹介した際「ヨゴレは駄目」と見下したプロデューサーと衝突し、人気絶頂だったにもかかわらず、7週勝ち抜きの時点で途中降番させられた。
- 笑点（日本テレビ）
- 笑っていいとも（フジテレビ）
- ズバリ本命！大爆笑 (フジテレビ) 1981年
- 花王名人劇場（関西テレビ）
- 芸能ひろば（NHK総合）
- 笑いがいちばん（NHK総合）
- 初詣!爆笑ヒットパレード （フジテレビ）
- 元祖どっきりカメラ（日本テレビ）
- ドッキリ宅急便（テレビ東京）
- 金曜バラエティー スタジオパークからこんにちは（2006年、NHK総合）
- 午後は○○おもいッきりテレビ（日本テレビ）
- ザ・ノンフィクション（2016年2月7日、フジテレビ）(関東ローカル)）
- オレたちひょうきん族（1987年「ひょうきんベストテン」でとんねるずとして出演）
- お笑い演芸館（2017年12月9日、BS朝日）

### テレビドラマ
- 意地悪ばあさん 第32話（1982年、フジテレビ）
- おとぼけ駅員 キップくん（1985年、フジテレビ）
- キャッツ・アイ ミッドナイトは恋のアバンチュール（1988年、日本テレビ）
- 仮面ライダーBLACK - 武者
- 大河ドラマ「武蔵 MUSASHI」（2003年、NHK）
- 猪熊夫婦の駐在日誌4（2007年11月28日、テレビ東京） - 防犯協会・野口会長(城後)、半田議員(立花)

ホープ（城後光義名義）単独
- スタンドバイミーII・気まぐれ天使（1988年、TBS）
- 十津川警部シリーズ3 上野駅殺人事件（1993年、TBS） - 朝倉
- 土曜ワイド劇場「混浴露天風呂連続殺人14 ヌードギャルみちのく秘湯激安ツアー」（1994年、テレビ朝日）
- 銭形平次 第4シリーズ 第4話「喪服の花嫁」（1994年、フジテレビ）
- 月曜ドラマスペシャル「十津川警部シリーズ8 伊豆海岸殺人ルート」（1995年、TBS） - 井村泰 役
- 快刀!夢一座七変化 （1996-1997年、テレビ朝日） - 遁兵衛 役
- 月曜ゴールデン「十津川警部シリーズ16 寝台急行「銀河」殺人事件」（1999年1月4日、TBS） - 車掌 役
- 金曜エンタテイメント「おんせんデカ 修善寺温泉駐在日記」（1999年11月、フジテレビ） - 古川 役
- 月曜ドラマ・イン「月下の棋士」（2000年、テレビ朝日）
- 月曜ミステリー劇場「早乙女千春の添乗報告書11 千葉湯けむりツアー殺人事件」（2001年、TBS）
- ナショナル劇場「こちら本池上署」（2002-2005年、TBS） - 町内会会長
- 月曜ミステリー劇場「検事・沢木正夫1 〜殺意の分岐点〜」（2004年、TBS） - 朝倉定晴 役
- 特命係長 只野仁（2005年、テレビ朝日）
- 高嶺の花（2018年、日本テレビ） - 三宅吉行 役
- ドラマ25「日本ボロ宿紀行」第1話「公楽園」（2019年、テレビ東京系） - 公楽園管理人 役
- 簡単なお仕事です。に応募してみた 第8話（2019年、日本テレビ）
- 孤独のグルメ 2020 大晦日スペシャル～俺の食事に密はない～（2020年12月31日、テレビ東京系）

ピース単独
- とんぼ（1988年、TBS） - 石橋 役
- レスキューポリスシリーズ（テレビ朝日）
  - 特警ウインスペクター 第16話「大好きウォルター」（1990年） - 小峰孝 役
  - 特捜エクシードラフト 第30話「狙われた護送作戦」（1992年） - 加藤 役
- 暴れん坊将軍V 第24話「悪をあばいた潮騒の娘」（1993年、テレビ朝日） - 軽平 役
- 京極夏彦 「怪」 第3話「赤面ゑびす」（2000年7月20日、WOWOW） - 島民 役
- 西部警察 SPECIAL （2004年、テレビ朝日）
- 警察庁特別監察官 氷の女・氷室透子（2014年7月11日、フジテレビ） - 内田警部補 役(※立花伸名義)
- さすらい署長 風間昭平5 しなの千曲川殺人事件（2006年9月6日、テレビ東京） - 寺内刑事 役(※立花伸名義)
- 土曜ワイド劇場（テレビ朝日）
  - タクシードライバーの推理日誌33 神戸〜九州大分 逃げた花嫁（2013年10月12日） - 古賀悠司 役(※立花伸名義)
  - 監察官・羽生宗一（2014年5月10日）(※立花伸名義)

### 映画
- 新・唐獅子株式会社（1999年、ギャガ・コミュニケーションズ）
- 鉄道員（1999年、東映 - ホープ単独、本名名義）
- トリック劇場版2 （2006年、東宝） - 信者 役（城後光義・ほあししんいち名義）
- 電エースカオス（2023年12月22日、エクストリーム）ホープのみ[9]

### Vシネマ
ホープ
- 厄災仔寵（1997年）
- 日本統一外伝〜山崎一門〜4（2022年10月25日） - 千年狼会長 劉(元 上海マフィア陸麓会幹部)

ピース
- 悪銭狩り（2000年） - 刀和企画社長 青野井健作(マユミの男)
- 実録・日本やくざ烈伝 義戦 昇龍篇（2001年） - 打越信夫
- 実録・史上最大の抗争 義絶状（2002年、GPミュージアム）全2作 - 山王会嘉門組組長 嘉門耀司
  - 実録・史上最大の抗争 義絶状（2002年） - 三代目山王会直参 嘉門組組長
  - 実録・史上最大の抗争 義絶状2（2002年） - 四代目山王会若頭補佐 嘉門組組長
- 実録・瀬戸内やくざ戦争 伊予路水滸伝（2003年） - 打越信夫
- 実録・関東やくざ戦争 修羅の盃（2003年、GPミュージアムソフト）
- 実録・竹中正久の生涯 荒らぶる獅子（前編・後編） - 福岡県警刑事課長・村田
- 首領への道21,22 -  島田組白虎会狭間組舎弟頭 神崎三郎(→狭間組組長代行)
- 首領への道外伝・白虎会見参（2004年） - 播州組幹部 安峰組組長 安峰丈一郎
- 新・日本の首領（2004年、GPミュージアム） - 村井組組員 佐々木栄作
- 誇り高き野望4・5（2005年、アネック）- 森田組 堀越良馬
- 修羅之魂1 侠客立志編（2008年）
- 修羅之魂2 激動渡世編（2008年）
- 野望への挑戦 完結編（2009年）
- 欲望の代償（2016年）
- 哀しき抗争（2017年） - 佐々木稔

### CM
- カプリソーネ（江崎グリコ、松田聖子と共演）
- スポロフーセンガム（江崎グリコ）
- ギャグメイト（江崎グリコ）
- アロンアルフア（コニシ）
- 賃貸住宅ニュース（賃貸住宅ニュース社）
- 全日空
- 花王ハイトニックシャンプー（花王、1981年 - 1982年）

### 舞台
- "FT PRO"Presents『遠き日の落球 2024』あの時から続いているから今なんだ…（2024年3月20日 - 24日、 シアター・アルファ東京）ピースのみ[10]

## 発売メディア

### EP
- 『ゆーとぴあのダンス天国』（ワーナーパイオニア、1981年）

### CD
- 『よろしくネ!』（マキシシングル、インディペンデントレーベル、2006年）ASIN B000KRNKMS
- 『ジタバタするのが人生』ゆーとぴあ・ホープ,北脇貴士とホープ軍団  （パインスター、2012年）ASIN B00ATRPFS6

### DVD
- 『MCアンジャッシュin東京コントまつり「ゴムパッチン顔面直撃！」の巻』（竹書房、2006年）ASIN B000EBDGSS

### 書籍
- 『パロディギャグ大行進　ゆーとぴあの体罰教室』（双葉社なんでもプレイ百科37、1981年）
- 『コント馬鹿　小説（ゆーとぴあ）ホープ』（吉川潮、芸文社、2010年）ISBN 9784863960367